# Čukljenik (Leskovac)
Pour les articles homonymes, voir Čukljenik.
Čukljenik (en serbe cyrillique : Чукљеник) est un village de Serbie situé sur le territoire de la Ville de Leskovac, district de Jablanica. Au recensement de 2011, il comptait 566 habitants.

## Histoire

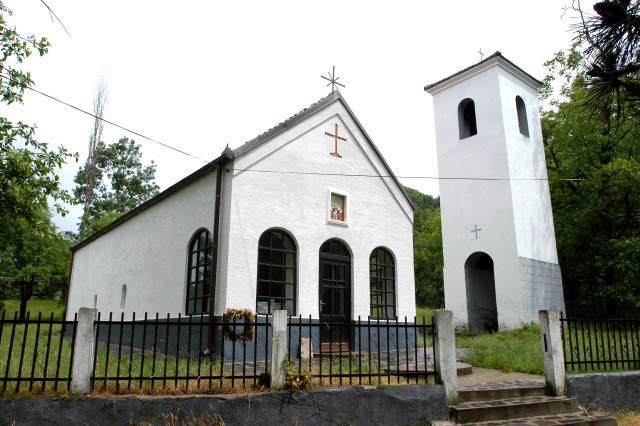
L'église du monastère de Čukljenik

## Démographie

### Évolution historique de la population
| 1948 | 1953 | 1961 | 1971 | 1981 | 1991 | 2002 | 2011 |
| ---- | ---- | ---- | ---- | ---- | ---- | ---- | ---- |
| 537  | 629  | 680  | 647  | 715  | 694  | 636  | 566  |

|  |